# Sabalia fulvicincta
Sabalia fulvicincta is een vlinder uit de familie herfstspinners (Brahmaeidae). De wetenschappelijke naam is voor het eerst geldig gepubliceerd in 1901 door George Francis Hampson.
De soort komt voor in het Afrotropisch gebied.